# Jean Sarrail
Pour les articles homonymes, voir Sarrail (homonymie).
Jean Sarrail, né le 23 septembre 1919 à Toulouse (Haute-Garonne) et mort le 7 juillet 2012 à Istres (Bouches-du-Rhône), est un aviateur français, pilote de guerre durant la Seconde Guerre mondiale et pilote d'essai après-guerre.

## Biographie
Jean Sarrail naît le 23 septembre 1919 à Toulouse (Haute-Garonne). Il passe son enfance et son adolescence à Prades (Pyrénées-Orientales) et participe à l'équipe de rugby de 1936 à 1937.
Durant sa carrière de pilote, qui couvre la période 1937-1966 :
- il totalise 6 600 heures de vol.
- il effectue 213 missions de combat.
- il pilote 184 types d’appareils, parmi lesquels 113 pour essais (hors période 1958-1966)[1] dont 70 prototypes.

Quelques types d’appareils : [1] : Caudron C.270 Luciole. — [2] : Caudron Simoun. — [3] : Morane-Saulnier MS.230. — [4] : North American NAA-57. — [5] : Caudron Goéland. — [6] : Morane-Saulnier MS.225. — [7] : Dewoitine D.501. — [8] : Nord 1202. — [9] : Nord 1203. — [10] : Nord 1204 Norécrin. — [11] : Lignel 46. — [12] : Nord 2000. — [13] : SA 103. — [14] : Morane-Saulnier MS.472. — [15] : Messerschmitt 262. — [16] : Spitfire IX. — [17] : SO.6000 Triton . — [18] : biplan Stampe. — [19] : Morane-Saulnier MS.472. — [20] : Vampire. — [21] : Morane-Saulnier 730-01 Alcyon. — [22] : NC.1071. — [23] : Dassault MD 450 Ouragan. — [24] : Espadon. — [25] : NC.1080. — [26] : N 2200. — [27] : Vampire Mk 5. — [28] : Leduc 010. — [29] : Leduc 016. — [30] : Leduc 021. — [31] : Leduc 022. — [32] : Mirage IIIC.
- il est victime de 18 accidents. Le plus grave est celui du 29 juillet 1961, où il doit s'éjecter en vol de son Mirage IIIC, l'avion s'écrasant en plein milieu de la ville de Fos-sur-Mer, sans provoquer de victime, lui-même étant secouru en mer plus d'une heure plus tard.

Sa carrière est ponctuée par les étapes suivantes . Quelques types d’appareils sont indiqués entre crochets selon le code ci-dessus.
- 4 juin 1937 : Brevet d’aptitude de pilote d’avions de tourisme (2e degré, brevet no 7690), après un voyage de plus de 300 km en solo (Perpignan-Nîmes-Avignon-Marignane-Montpellier-Perpignan) sur [1].
- 3 mars 1939 : Brevet de pilote militaire, après quatre heures en double sur [2].
- 3 septembre 1939 : fin de stage. Nîmes-Courbessac, Issoudun, Châteauroux, Avord. Appareils : [3] à [7].
- Seconde Guerre mondiale : pilote de chasse.
  - Drôle de guerre : centre d’instruction de chasse (Avord, Montpellier-Fréjorgues, Lézignan).
  - 27 septembre 1940 : Afrique française du Nord, escadron d’entraînement.
  - Mai 1943 : pilote de guerre, groupe de chasse I/3.
  - Septembre 1943 : Corse. Protection d’Ajaccio, résorption de la poche de Bastia.
  - Avril 1944 : École de chasse, Meknès.
  - Juin 1944 : Groupe I/7 de la première escadre de chasse. Basé à Calvi, puis Lyon-Bron, Dijon, Luxeuil.
- Mai 1945 : Oberriexingen. Puis instructeur à Tours.
- Novembre 1945 : embarquement pour l’Indochine française.
- Août 1946 : Retour en France.
- Octobre 1947 : le 28, il est l'une des dernières personnes à avoir vu vivant le général Leclerc, peu avant son décollage d'Oran à destination de Colomb-Béchar.
- 1er janvier 1948 : CEV de Brétigny-sur-Orge, début de formation de pilote d'essai. Appareils : [8] à [16].
- 1949 : [17] à [21]. Le 12 juillet, il assiste à la présentation du Leduc 010-01 par le constructeur devant les autorités.
- 1950 : [22] à [26].
- Octobre 1951 : détachement auprès de l’équipe d’essais Leduc. [27] à [29].
- 29 juillet 1952 : recruté par René Leduc pour succéder à Jean Gonord. Avec Yvan Littolff, il pilote tous les Leduc. [28] à [31].
- 23 décembre 1957 : pilote du Leduc 022 lors d’un essai au sol. Ce sera le dernier essai des Leduc, car le programme est arrêté en février 1958.
- 1958 : retour au CEV. [32].
- 1966 : perte de l’aptitude au vol.
- Jean Sarrail meurt le 7 juillet 2012 à Istres (Bouches-du-Rhône)[4].

## Publications
- « La Saga Leduc », in Pégase, revue de l’Association des Amis du Musée de l’Air :
  - 1re partie, Le Leduc 010, no 87, octobre 1997 ;
  - 2e partie, Les Leduc 021 et 022, no 88, janvier 1998.
- Jean Gonord nous a quittés, article dans « Les Ailes brisées », bulletin no 1, 64e année, mars 1988.
- Articles dans « Pionniers, revue aéronautique » :
  - Adieu l’Ami, allocution prononcée aux obsèques d’Yvan Littolff, no 108, avril 1991.
  - Histoire d’œufs, no 113, juillet 1992.
  - Les Mousquetaires du Leduc, no 116, avril 1996.
  - Témoignage d’un jeune pilote de chasse en juin 1940, no 131, janvier 1997.

## Distinctions
- Chevalier de la Légion d'Honneur (1er avril 1946),
- Commandeur de la Légion d'Honneur (24 novembre 1967)
- Grand Officier de l'Ordre national du Mérite
- Académie de l'air et de l'espace : membre d’honneur.